# غير قابل للإيقاف (فلم 2010)
غير قابل للإيقاف  (بالإنجليزية: Unstoppable) هو فيلم حركة تم إنتاجه في الولايات المتحدة وصدر في سنة 2010. الفيلم من إخراج توني سكوت. وبطولة دنزل واشنطن وكريس باين.

## بطولة
- دنزل واشنطن
- كريس باين
- روزاريو دوسن
- ميغان تاندي

## القصة
تدور أحداث الفيلم حول قطار مسرع وخارج عن السيطرة ومحاولة فرانك بارنز (دنزل واشنطن) و ويل كولسون (كريس باين) ايقافه.

## الميزانية والإيرادات
بلغت تكلفة إنتاج الفيلم حوالي 85–95 مليون دولار بينما حقق أرباحا تقدر بـ 167,805,466 دولار.

## وصلات خارجية
- مقالات تستعمل روابط فنية بلا صلة مع ويكي بيانات

1. ↑  "معلومات عن غير قابل للإيقاف (فيلم 2010) على موقع cineplex.de". cineplex.de. مؤرشف من الأصل في 2019-12-11.
2. ↑  "معلومات عن غير قابل للإيقاف (فيلم 2010) على موقع boxofficemojo.com". boxofficemojo.com. مؤرشف من الأصل في 2019-07-12.
3. ↑  "معلومات عن غير قابل للإيقاف (فيلم 2010) على موقع csfd.cz". csfd.cz. مؤرشف من الأصل في 2019-12-11.